# AeroUnion

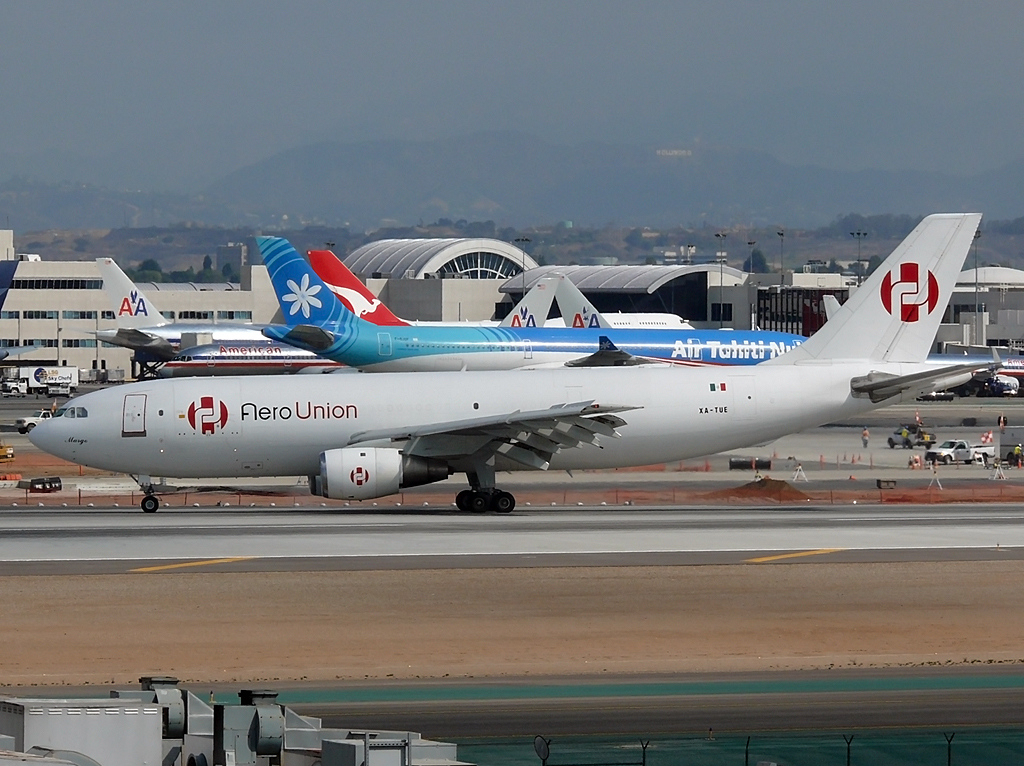
Airbus A300B4-203F de Aerounión (XA-TUE)

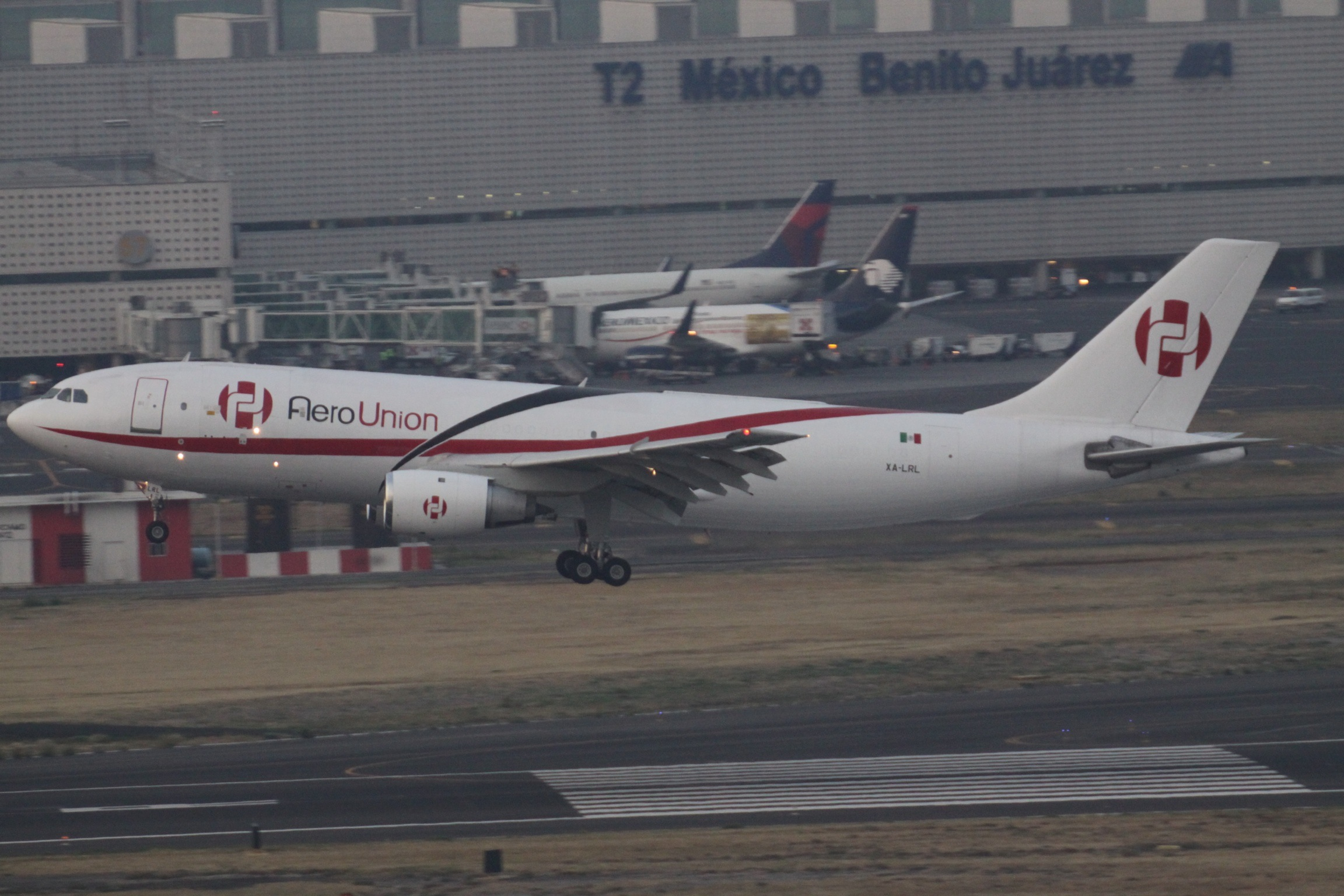
Airbus A300B4-203F de Aerounión (XA-LRL) aterrizando en el Aeropuerto Internacional de la Ciudad de México.

Aerotransporte de Carga Unión S.A. de C.V. es la razón social de la aerolínea mexicana que opera bajo la marca Avianca Cargo México. Es una aerolínea de carga regular con sede en la zona de carga del Aeropuerto Internacional Felipe Ángeles en el Estado de México, México. Opera servicios de carga dentro y entre México y Estados Unidos.

## Historia
La aerolínea se estableció el 5 de marzo de 1998 por sus fundadores Lic. Luis Ramos Landeros (Presidente) y el Cap. Francisco Pertierra Pérez (Dir. General) y comenzó operaciones en julio del 2001. En noviembre del 2000, AeroUnion solicitó al Departamento de Transporte de los Estados Unidos el permiso para transporte de carga entre los Estados Unidos y México. Los servicios a Los Ángeles, California fueron iniciados el 21 de enero del 2006.
El 11 de marzo del 2014 Avianca Holdings (NYSE: AVH) anunció que Tampa Cargo, una de sus subsidiarias, suscribió un acuerdo de compra para adquirir 100% de las acciones sin derecho a voto y el 25% de las acciones con derecho a voto de Aero Transporte de Carga Unión, S.A.
Con el objetivo de fortalecer la marca y consolidar su identidad dentro del grupo, desde el 24 de junio de 2025 la aerolínea opera oficialmente bajo el nombre Avianca Cargo México.

## Destinos
Avianca Cargo México opera los siguientes servicios de carga:
| Países                                                                                             | Destinos            | Aeropuertos                                 | Notas                      |
| -------------------------------------------------------------------------------------------------- | ------------------- | ------------------------------------------- | -------------------------- |
| Colombia                                                                                           | Bogotá              | Aeropuerto Internacional El Dorado          | Vendido como Avianca Cargo |
| Colombia                                                                                           | Medellín            | Aeropuerto Internacional José María Córdova | Vendido como Avianca Cargo |
| Costa Rica                                                                                         | San José            | Aeropuerto Internacional Juan Santamaría    |                            |
| Estados Unidos                                                                                     | Chicago             | Aeropuerto Internacional O'Hare             |                            |
| Estados Unidos                                                                                     | Los Ángeles         | Aeropuerto Internacional de Los Ángeles     | Centro de conexión         |
| Estados Unidos                                                                                     | Miami               | Aeropuerto Internacional de Miami           |                            |
| Estados Unidos                                                                                     | Nueva York          | Aeropuerto Internacional John F. Kennedy    |                            |
| Guatemala                                                                                          | Ciudad de Guatemala | Aeropuerto Internacional La Aurora          |                            |
| México                                                                                             | Ciudad de México    | Aeropuerto Internacional Felipe Ángeles     | Centro de conexión         |
| México                                                                                             | Guadalajara         | Aeropuerto Internacional de Guadalajara     |                            |
| México                                                                                             | Mérida              | Aeropuerto Internacional de Mérida          |                            |
| México                                                                                             | Tijuana             | Aeropuerto Internacional de Tijuana         |                            |
| Total: 4 destinos en México, 4 en Estados Unidos, 1 en Guatemala, 1 en Costa Rica y 2 en Colombia. |                     |                                             |                            |

## Flota

### Flota actual
La flota de Avianca Cargo México consta de los siguientes aviones (a junio de 2025):
| Avión              | En servicio | Órdenes | Notas |  |
| ------------------ | ----------- | ------- | ----- |  |
| Airbus A330-300P2F | 2           | 2       |       |  |
| Total              | 2           | 2       |       |  |

### Flota histórica
La aerolínea operaba anteriormente las siguientes aeronaves:
| Aeronaves            | Total | Introducido | Retirado | Matrículas                                              |
| -------------------- | ----- | ----------- | -------- | ------------------------------------------------------- |
| Airbus A300B4-200(F) | 7     | 2001        | 2019     | C-FICI, XA-TUE, XA-TVU, XA-TWQ, XA-MRC, XA-FPP y XA-LRL |
| Airbus A300-600CF    | 3     | 2017        | 2024     | XA-GGL, XA-LFR, XA-UYR                                  |
| Boeing 767- 200BCF   | 2     | 2014        | 2024     | XA-LRC, XA-EFR                                          |

## Accidentes
- El 13 de abril del 2010, el Vuelo 302 de AeroUnión sufrió un accidente en su aproximación final al Aeropuerto Internacional de Monterrey cerca de las 23:20 horas (hora local), teniendo fatales consecuencias y en donde fallecieron los 5 tripulantes a bordo y dos personas en la carretera.[8]

- El 27 de octubre de 2016 una aeronave Airbus A300B4-203(F) con matrícula XA-MRC que operaba el Vuelo 300 de AeroUnión procedente del Aeropuerto Internacional de la Ciudad de México con destino al Aeropuerto de Guadalajara tuvo que aterrizar de emergencia en la Base Aérea de Santa Lucía debido a un incendio en la turbina. Al aterrizar acudieron en ayuda de los 10 miembros de la tripulación diversos cuerpos de rescate. No hubo lesionados.[9]

- El 5 de diciembre de 2017 un Boeing 767-241(ER) con matrícula XA-LRC que operaba el Vuelo 4100 de AeroUnión tuvo que regresar al Aeropuerto Internacional de Los Ángeles debido a que una parvada de pájaros chocaron con su motor derecho.

- El 25 de octubre de 2018 una aeronave Airbus A300B4-203(F) con matrícula XA-FPP que cubría el Vuelo 4067 de AeroUnión Miami-San José, había despegado del Aeropuerto Internacional de Miami y fue desviado de vuelta a Miami; se desconocen las causas del incidente.[10][11]

## Galería de fotos

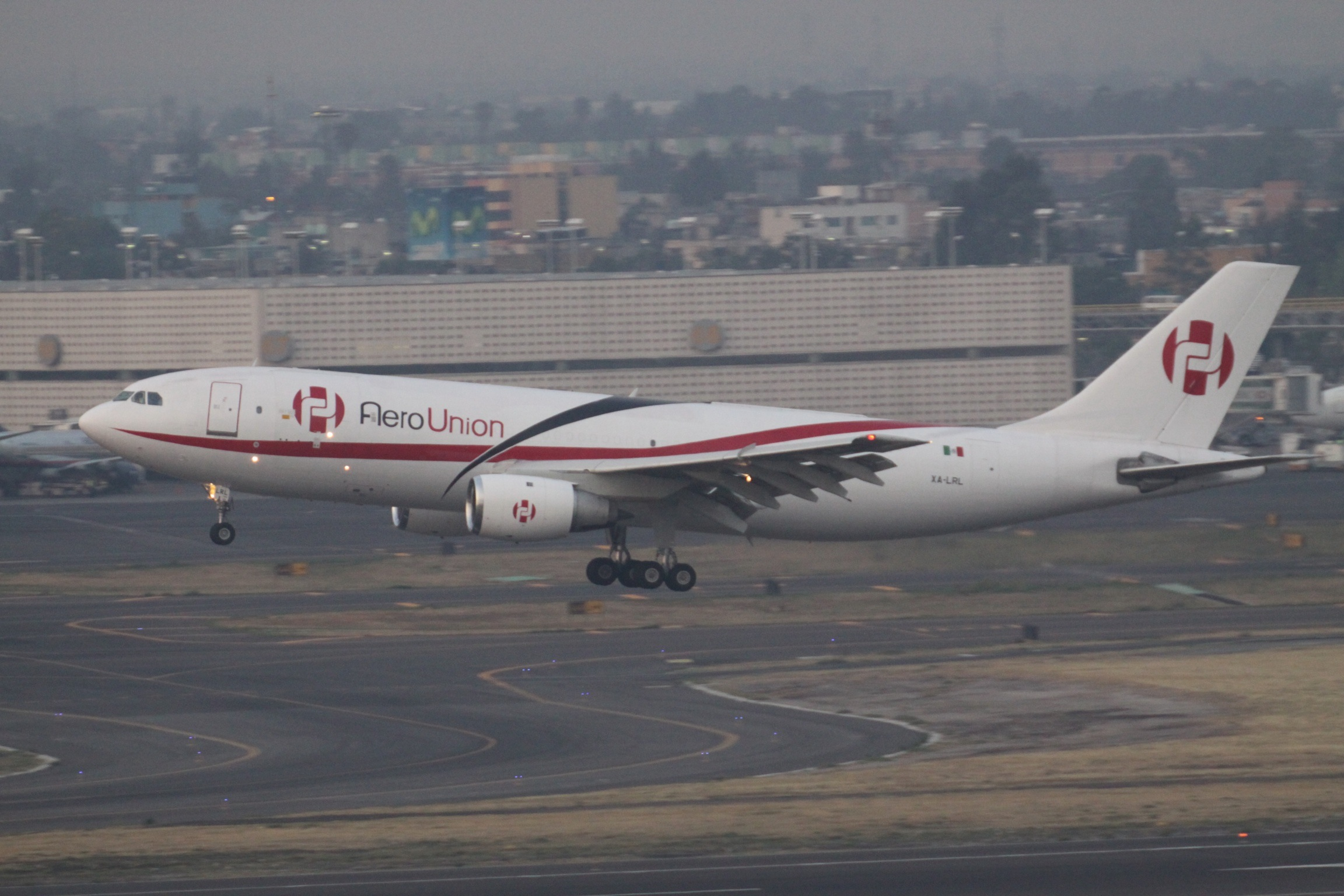
Airbus A300B4-203F de Aerounión (XA-LRL) aterrizando en el Aeropuerto Internacional de la Ciudad de México.
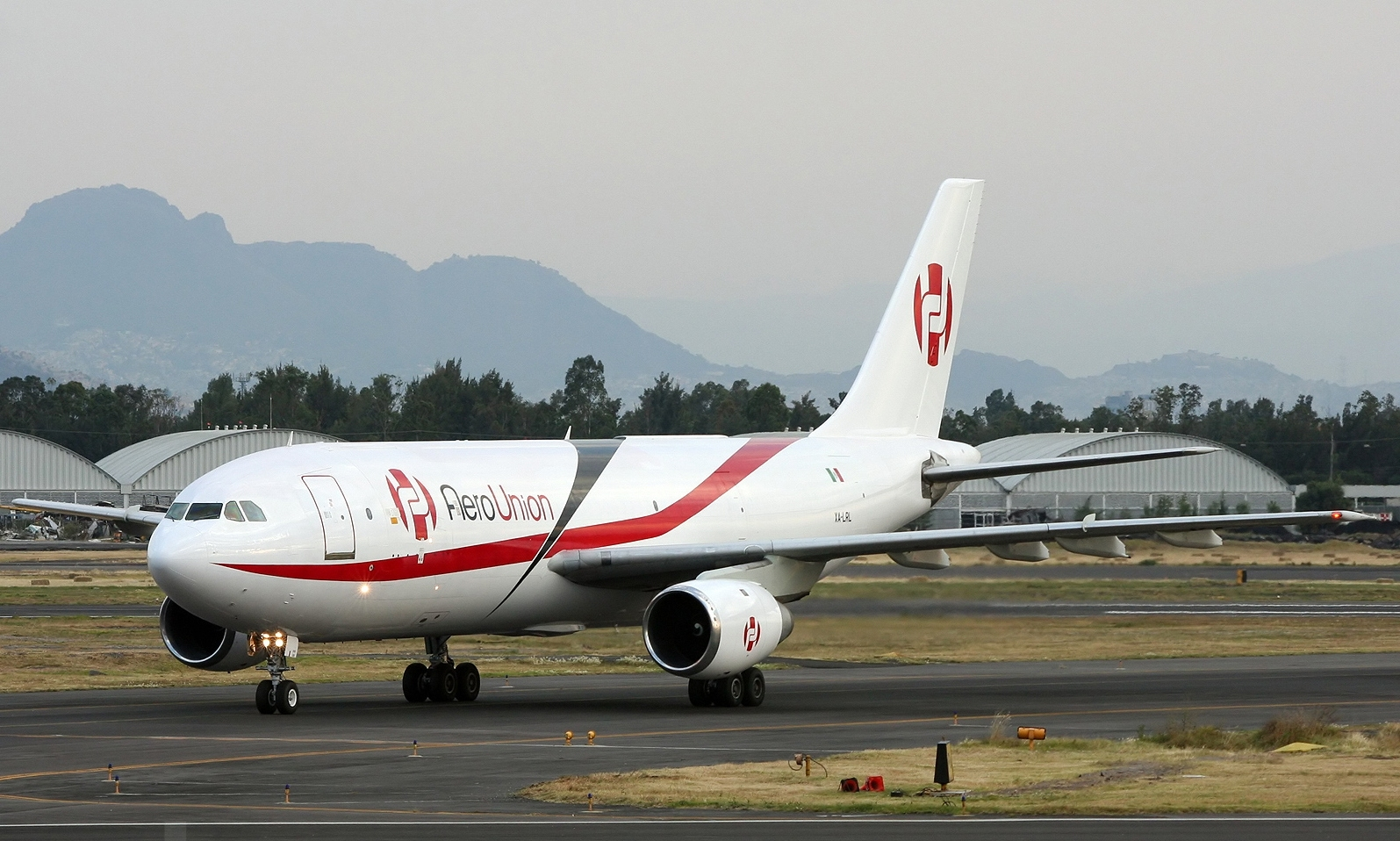
Airbus A300B4-203F de Aerounión (XA-LRL) en el Aeropuerto Internacional de la Ciudad de México.
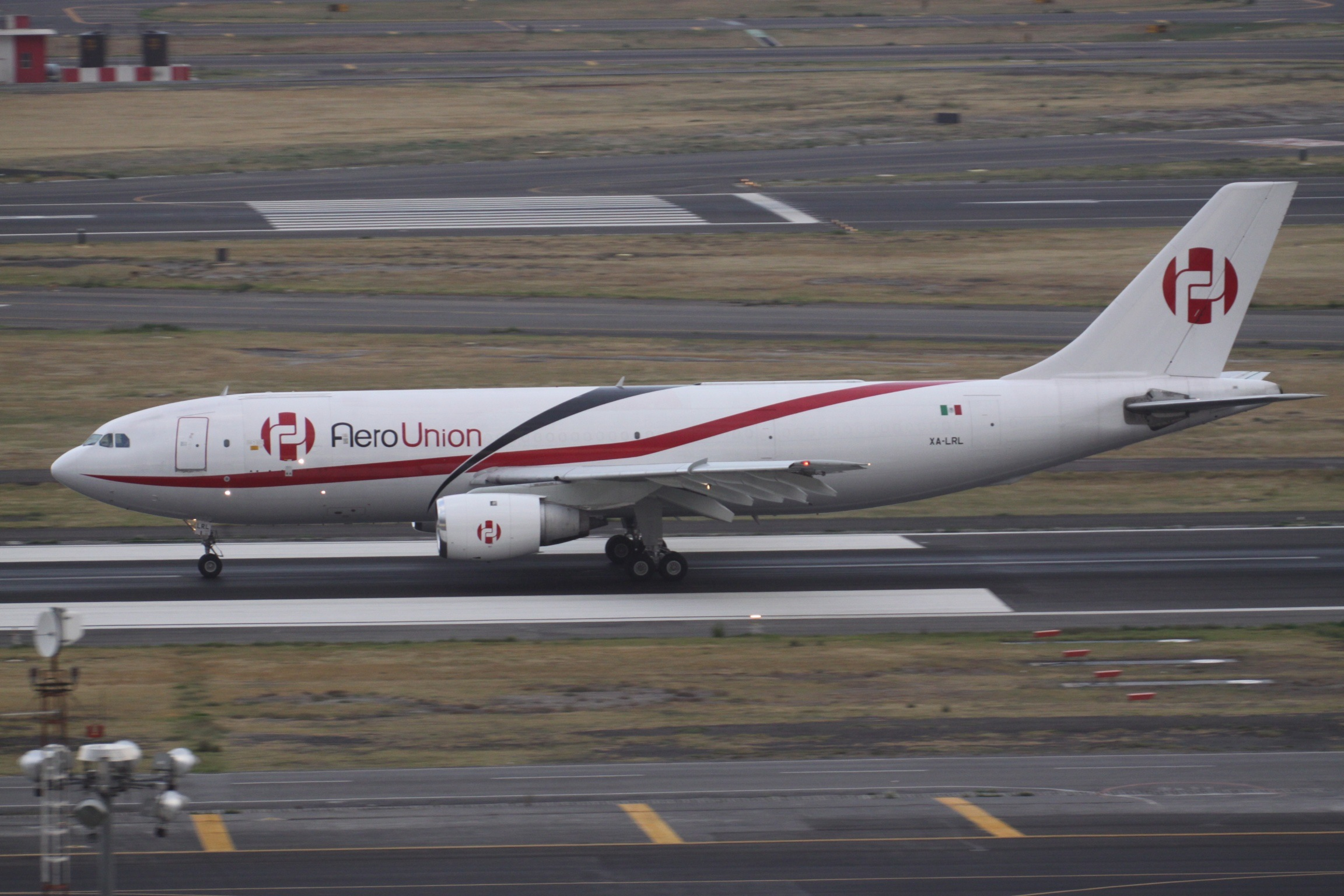
Airbus A300B4-203F de Aerounión (XA-LRL) en el Aeropuerto Internacional de la Ciudad de México.
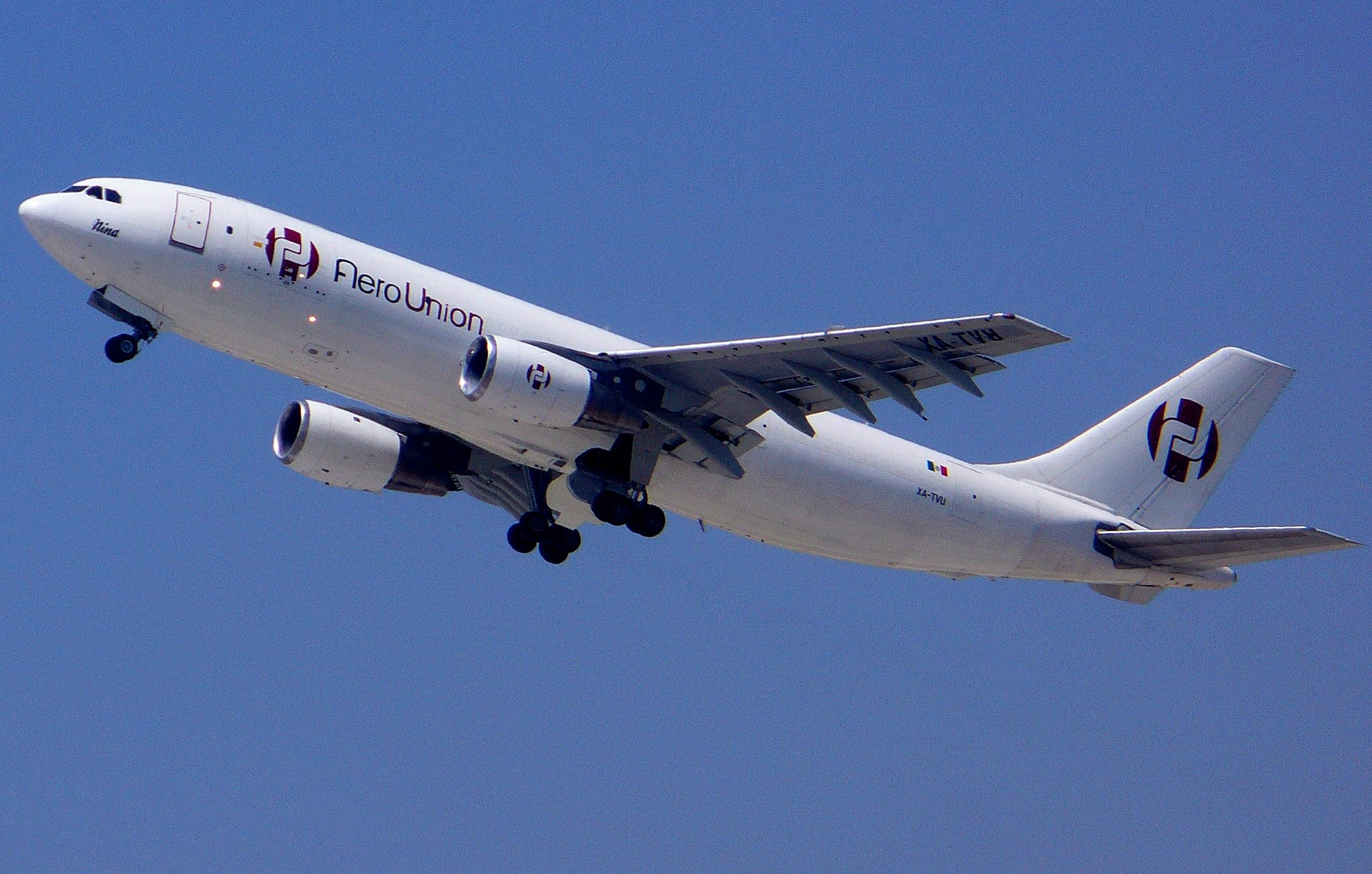
Airbus A300B4-203F de Aerounión (XA-TVU) aterrizando en el Aeropuerto Internacional Harry Reid.
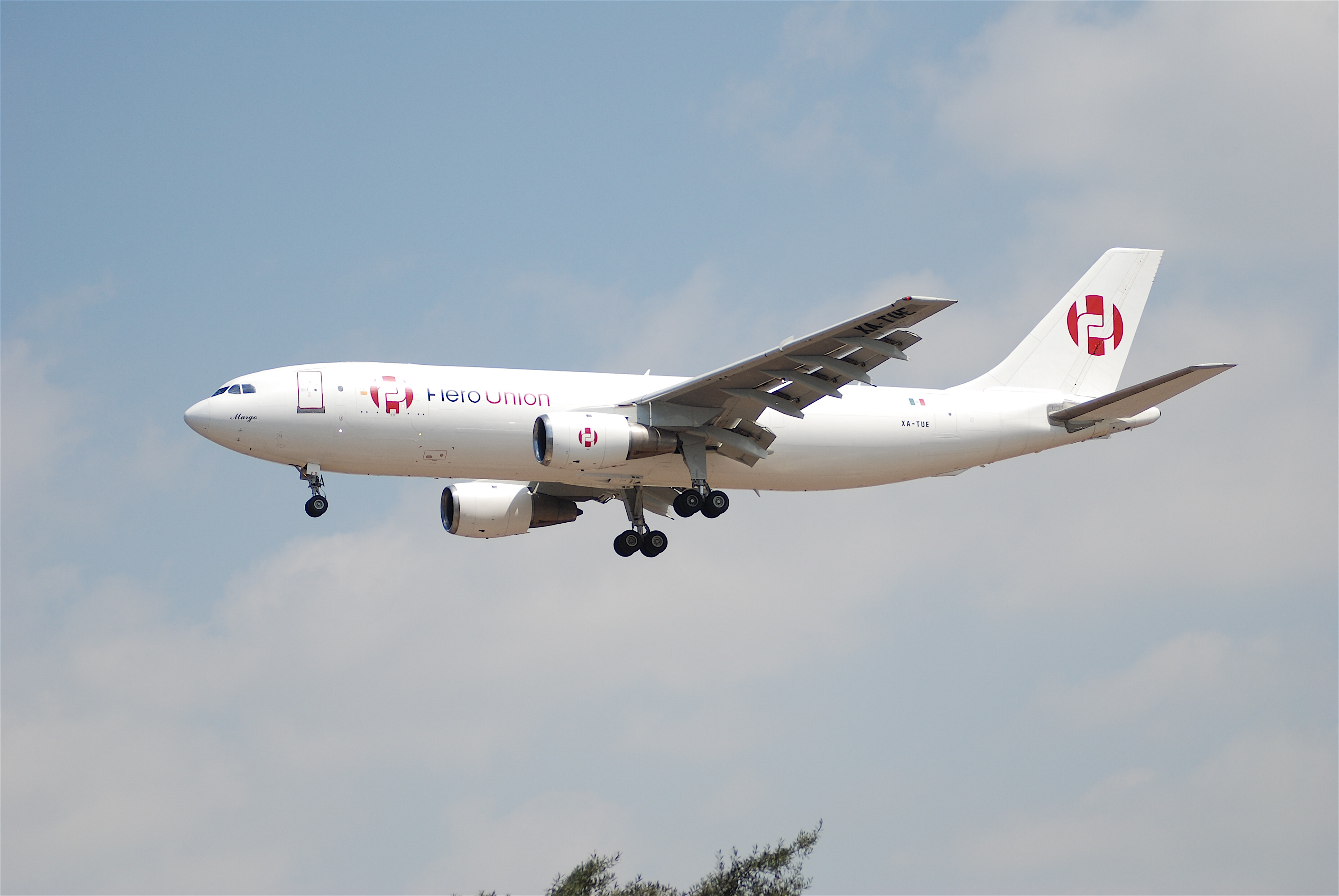
Airbus A300B4-203F de Aerounión (XA-TUE) aterrizando en el Aeropuerto Internacional de Los Ángeles.
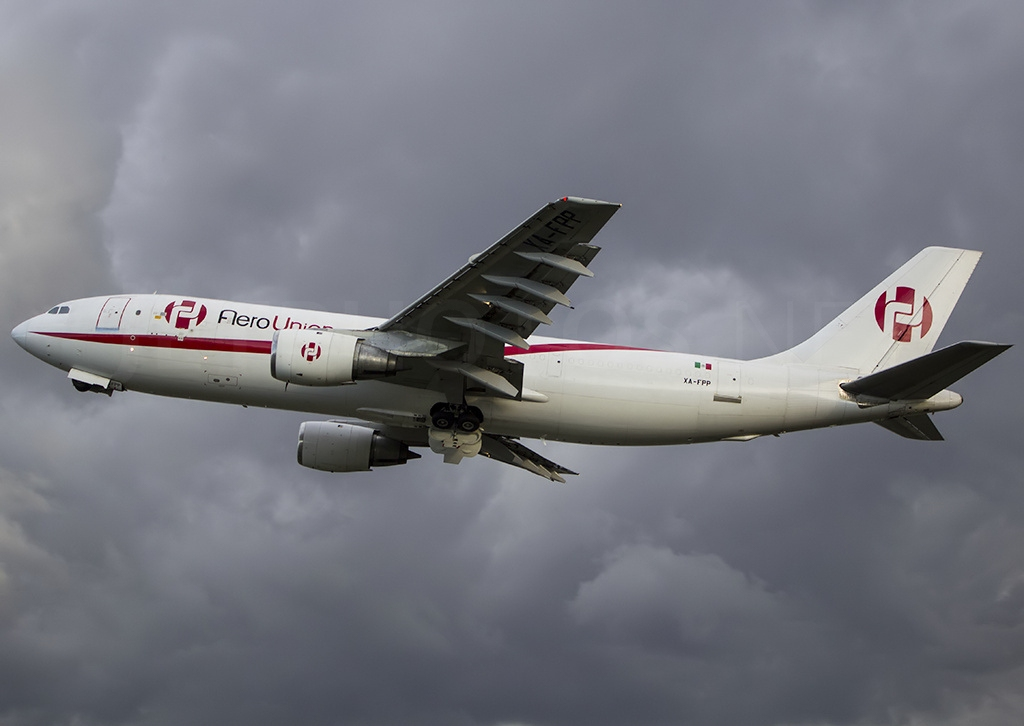
Airbus A300B4-203F de Aerounión (XA-FPP) aterrizando en el Aeropuerto Internacional de la Ciudad de México.
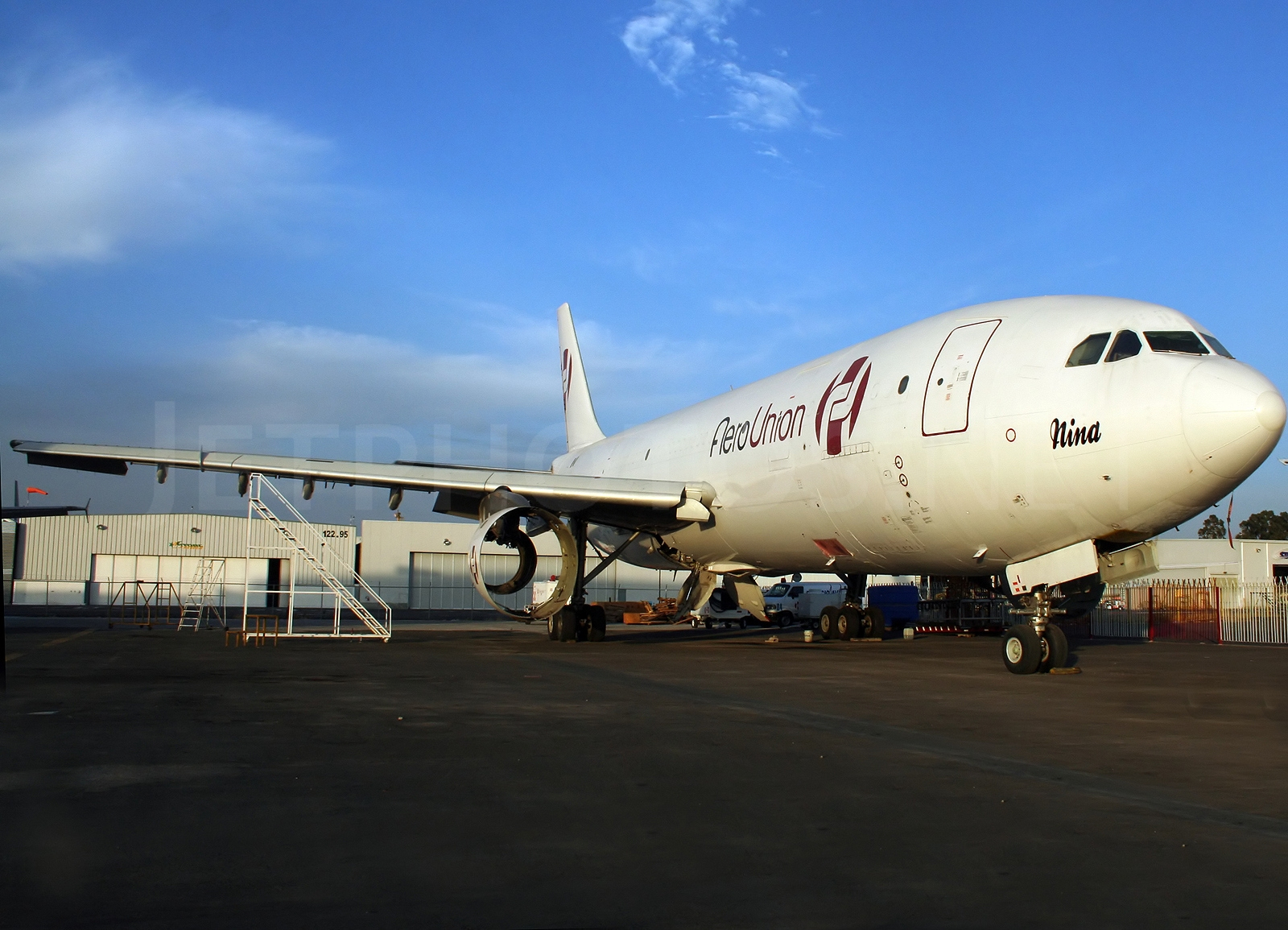
Airbus A300B4-203F de Aerounión (XA-TVU) en el Aeropuerto Internacional de la Ciudad de México.